# Thickskin
Thickskin é o quarto álbum de estúdio lançado por Skid Row. Thickskin foi editado em Agosto de 2003 e foi o primeiro álbum da banda a contar com o vocalista Johnny Solinger que substituiu Sebastian Bach e também o primeiro e único com o baterista Phil Varone.
O álbum foi ignorado pela maioria dos fãs devido à ausência de Bach, com muitos a acreditar que uma reunião de Skid Row sem Bach não é Skid Row. Chegou à posição 46 na tabela Top Independent.
"Ghost" foi lançado como single e foi feito um video filmado em Miami, Florida. Também foi feito um video para "Thick is the Skin" e um video promocional para "New Generation" ambos incluídos no DVD "Under the Skin (The Making of Thickskin)".

## Faixas
Todas as faixas por Rachel Bolan e Dave Sabo, exceto onde anotado.
1. "New Generation" - 3:18
2. "Ghost" (Bolan, Sabo, Damon Johnson) - 3:54
3. "Swallow Me (The Real You)" - 3:38
4. "Born a Beggar" (Bolan, Sabo, Scotti Hill, Sean McCabe) - 4:28
5. "Thick Is The Skin" - 3:48
6. "See You Around" (Bolan, Sabo, Johnson) - 4:19
7. "Mouth of Voodoo" (Bolan, Sabo, Johnny Solinger) - 4:26
8. "One Light" - 4:07
9. "I Remember You II" - 3:20
10. "Lamb" - 3:41
11. "Down from Underground" (Bolan, Sabo, Johnson) - 4:35
12. "Hittin' a Wall" (Bolan, Hill, Sabo) - 3:06

## Banda
- Johnny Solinger – voz
- Scotti Hill – guitarra
- Dave Sabo – guitarra
- Rachel Bolan – baixo
- Phil Varone – bateria